# Nicolaas de Roover

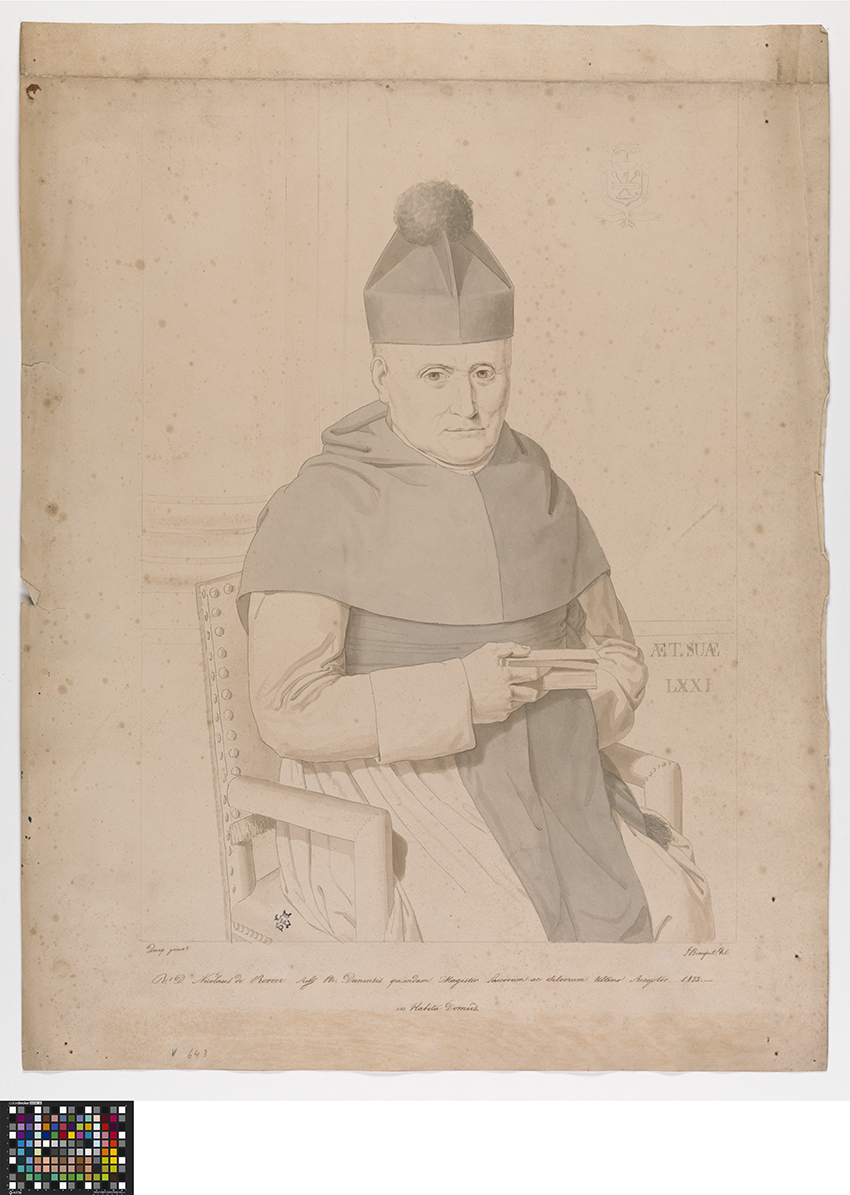
Portret van Nicolaas de Roover (Groeningemuseum)

Nicolaas de Roover (Oosteeklo, 10 september 1750 - Brugge, 23 maart 1833), met als doopnaam Richardus, was de laatste monnik van de Belgische Duinenabdij.

## Levensloop
Nicolaas was een zoon van de landbouwers Jan De Roover en Lievine Verloos. In 1774 werd hij geprofest en in 1779 tot priester gewijd. Hij had twee broers en een zus, die trouwden en kinderen hadden. Zijn nichten Coleta en Felicitas De Roover kwamen bij hem inwonen en werden in zijn testament bedacht. 
Hij doorstond de revolutietijd, met in 1796 de sluiting van de abdij. In 1797 werd hij gearresteerd omdat hij weigerde de eed van haat aan de monarchie uit te spreken. Toen hij vrijkwam vervoegde hij vier van zijn ordegenoten en samen woonden ze in een huis aan de 'Vijfhoek' op de Sint-Gillisparochie. Onder het Eerste Franse Keizerrijk en later onder het Verenigd Koninkrijk der Nederlanden ging hij vanaf 1807 wonen in het huis Verversdijk, genaamd Sint Anna, dat in 1804 door prior Marc Loosveldt was aangekocht. Toen hij de laatste overgebleven monnik van Ter Duinen werd, beheerde hij de aanzienlijke goederen die in het bezit van de monniken waren gebleven of die ze hadden teruggekocht, onder meer de hofsteden van Ter Doest en Ten Bogaerde. Daarnaast bezat hij alles wat men aan kunstwerken en preciosa had kunnen redden, met inbegrip van het reliekschrijn van de zalige Idesbaldus. Hiervan schonk hij stelselmatig onderdelen aan kerken die werden heropend of aan kloosters die werden heropgericht. Met de beschikbare financiële middelen ondersteunde hij talrijke werken. Zijn als schenkingen van hem onder meer bekend:
- marmeren doopvont en hoogaltaar aan de kerk van Oosteeklo;
- financiële steun aan de trappisten van Westmalle bij de bouw van een nieuwe kerk, aan de trappisten van Dartfeld en aan de trappisten van Le Gard bij Amiens;
- aankoop van en financiële steun voor de renovatie van het klooster van de zwartzusters in Veurne;
- financiële steun voor de kerk en de sacristie van de karmelietessen in de Schuttersstraat;
- financiële steun voor de heropbouw van de Heilige Bloedkapel;
- de sarcofaag van de zalige Idesbaldus, geschonken aan de kerk van de Potterie;
- financiële steun voor het herstel van de toren van de parochiekerk van Sint-Michiels;
- schenking van een doopvont en herstel van het dokzaal in de kerk van Meetkerke;
- schenking van een doopvont aan de kerk van Damme;
- schenking van een doopvont en een preekstoel aan de kerk van Sint-Eloois-Vijve;
- financiering van grote werken in de Sint-Gilliskerk in Brugge;
- herschilderen van de kerk van de kapucijnen op het 't Zand;
- herschilderen van de kerk van de Potterie;
- schenking van een tabernakel en ijzeren balstraden in de kerk van het Brugse Sint-Janshospitaal;
- herinrichting van de kapel in de Brugse Sint-Trudoabdij, Nieuwe Gentweg;
- heropschikken van de kapel in het Sint-Janshospitaal in Damme;
- betalingen voor de herstelling van het kapelletje van Onze-Lieve-Vrouw van Ter Doest in Lissewege.

Hij organiseerde broodbedelingen aan de armen en aan verschillende kloosters.
Bij testament liet Nicolaas alle nog resterende grond- en immobiliënbezit van de abdij na aan de bisschop van Gent. De opbrengsten moesten wel binnen West-Vlaanderen besteed worden. Kort voor zijn dood overhandigde hij aan de pas gewijde hulpbisschop René Boussen, vooropgesteld om bisschop te worden van het heropgerichte bisdom Brugge, de staf en de mijter van de Duinenabten. In 1834 werd het legaat doorgegeven aan het bisdom Brugge. Hij werd opgetekend als groot weldoener van het bisdom Brugge en in het kapittel van de kathedraal werd tot een heel eind in de twintigste eeuw een jaarmis ter zijner nagedachtenis opgedragen. Via zijn erfgenamen (de twee nichten) kwamen de boeken en het archief in het bezit van het bisdom Brugge.
De Roover werd, net zoals zeven andere voormalige monniken van de Duinenabdij, begraven op het kerkhof van Sint-Kruis. Een grote gedenksteen in de zuidmuur van de parochiekerk herinnert eraan.
Naast een portret van hem door Joseph-François Ducq, in de refter van het Grootseminarie van Brugge, werd zijn portret opgenomen op paneel 17 van de reeks panelen ("grisailles") die in het Grootseminarie hangt. Hij wordt er afgebeeld naast het portret van de abten Robrecht van Severen en Maurus de Mol.
De tekst bij zijn portret luidt als volgt (vertaald uit het Latijn):
R.D. Nicolaus, in de wereld Richardus de Roover, laatste monnik van de abdij van de Duinen. Uit Oosteeklo, gestorven te Brugge 23 maart 1833 in de leeftijd van 82 jaar en 6 maanden, gewijd sinds 59 jaar, priester sinds 57 jaar. Rust in vrede.